# Neoeutrypanus sobrinus
Neoeutrypanus sobrinus är en skalbaggsart som först beskrevs av Julius Melzer 1935.  Neoeutrypanus sobrinus ingår i släktet Neoeutrypanus och familjen långhorningar. Inga underarter finns listade i Catalogue of Life.